# Calyptratae
Los caliptrados (Calyptratae) son una subsección del infraorden Schizophora del orden Diptera. Agrupa moscas que poseen calípteros (una estructura anatómica en la base de las alas anteriores). Incluye algunas de las moscas más comunes, como la mosca doméstica. Las antenas tiene tres segmentos y una arista. Probablemente es un grupo monofilético.
Hay alrededor de 18.000 especies descritas en este grupo, o sea alrededor del 12% de todas las moscas descritas. Son de distribución mundial.

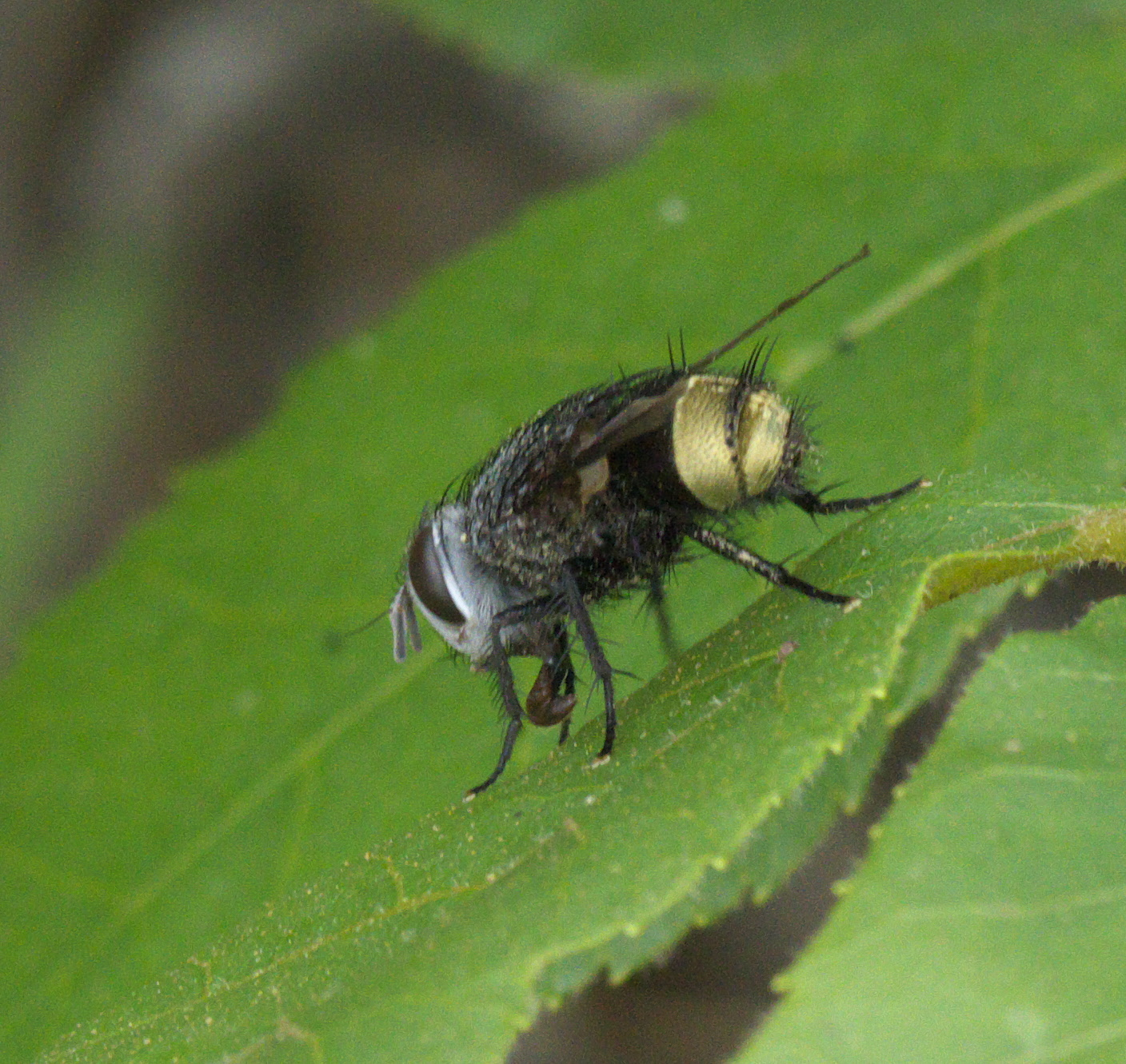
Belvosia (familia Tachinidae)

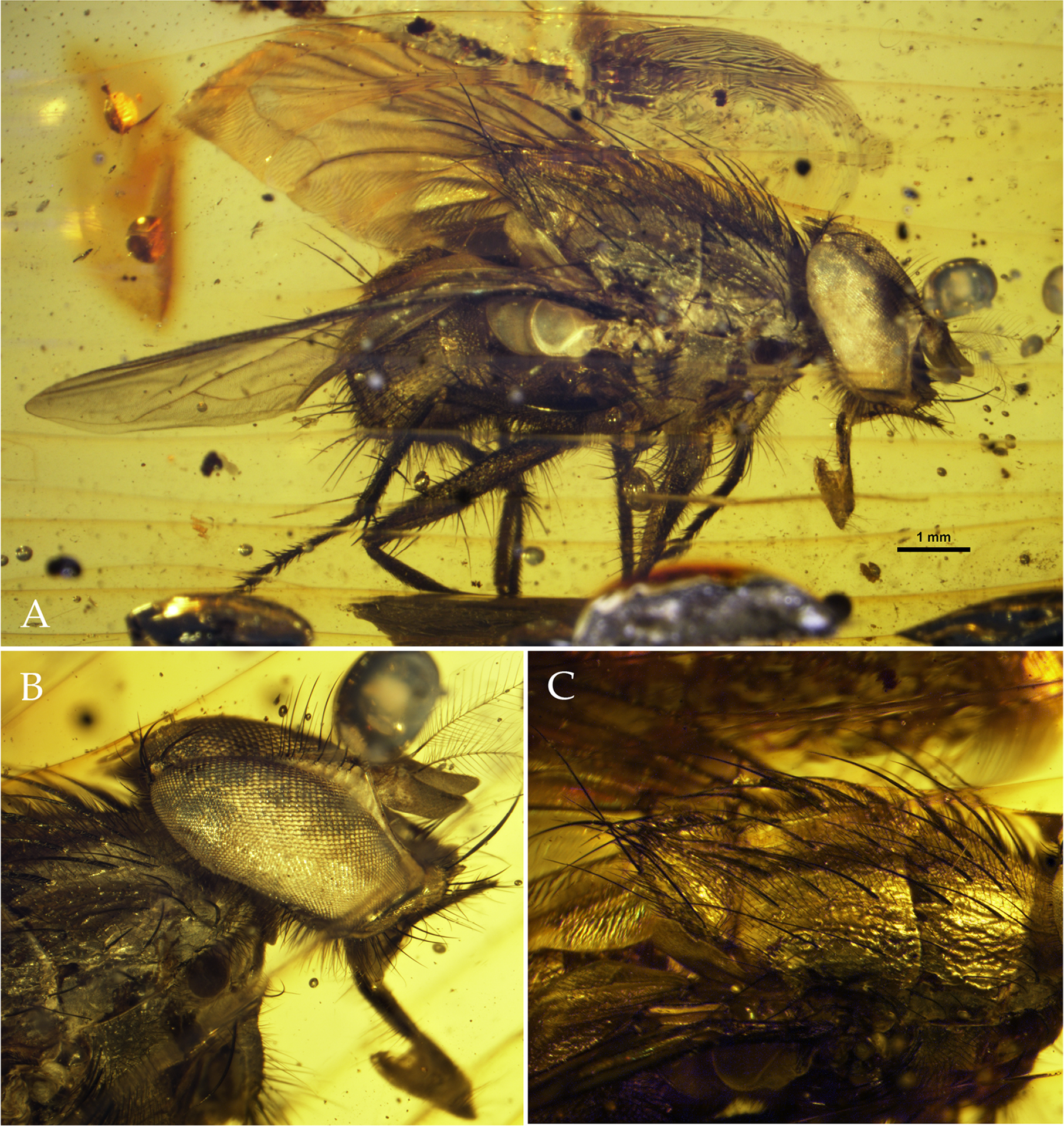
Mesembrinella caenozoica en ámbar

## Taxonomía
- Superfamilia Muscoidea
  - Anthomyiidae
  - Fanniidae
  - Muscidae
  - Scathophagidae
- Superfamilia Oestroidea
  - Calliphoridae
  - Mystacinobiidae
  - Oestridae
  - Rhinophoridae
  - Sarcophagidae
  - Tachinidae
  - Ulurumyiidae[2]
- Superfamilia Hippoboscoidea
  - Glossinidae (Glossina)
  - Hippoboscidae
  - Mormotomyiidae (ahora en Ephydroidea.[3]
  - Nycteribiidae
  - Streblidae (posiblemente no monofilética)